# Segona divisió espanyola de futbol 1933-1934
Resum de l'activitat de la temporada 1933-1934 de la Segona divisió espanyola de futbol.

## Clubs participants
| Club                   | Ciutat     | Estadi        |
| ---------------------- | ---------- | ------------- |
| Deportivo Alavés       | Vitòria    | Mendizorroza  |
| Athletic Club Madrid   | Madrid     | Metropolitano |
| Celta de Vigo          | Vigo       | Balaídos      |
| Deportivo de La Coruña | La Corunya | Riazor        |
| Murcia FC              | Múrcia     | La Condomina  |
| CA Osasuna             | Pamplona   | San Juan      |
| CS Sabadell FC         | Sabadell   | Creu Alta     |
| Sevilla FC             | Sevilla    | Nervión       |
| Sporting de Gijón      | Gijón      | El Molinón    |
| Unión Club Irún        | Irun       | Stadium Gal   |

## Classificació
| Pos | Equip                  | PJ | PG | PE | PP | GF | GC | DG  | Pts | Promoció                 |
| --- | ---------------------- | -- | -- | -- | -- | -- | -- | --- | --- | ------------------------ |
| 1   | Sevilla FC             | 18 | 11 | 5  | 2  | 56 | 27 | +29 | 27  | Ascens a Primera Divisió |
| 2   | Athletic Club Madrid   | 18 | 11 | 2  | 5  | 45 | 28 | +17 | 24  | Ascens a Primera Divisió |
| 3   | Murcia FC              | 18 | 10 | 1  | 7  | 41 | 31 | +10 | 21  |                          |
| 4   | Celta de Vigo          | 18 | 9  | 2  | 7  | 44 | 28 | +16 | 20  |                          |
| 5   | CA Osasuna             | 18 | 9  | 0  | 9  | 47 | 39 | +8  | 18  |                          |
| 6   | Sporting de Gijón      | 18 | 8  | 2  | 8  | 30 | 38 | −8  | 18  |                          |
| 7   | Deportivo de La Coruña | 18 | 7  | 3  | 8  | 35 | 38 | −3  | 17  |                          |
| 8   | Unión Club Irún        | 18 | 7  | 2  | 9  | 31 | 43 | −12 | 16  |                          |
| 9   | CS Sabadell            | 18 | 5  | 4  | 9  | 31 | 45 | −14 | 14  |                          |
| 10  | Deportivo Alavés       | 18 | 1  | 3  | 14 | 18 | 61 | −43 | 5   | Renuncià a la categoria  |

## Resultats
| Casa \ Fora            | ALA  | ATL | CEL | DEP | MUR | OSA | SAB | SEV | SPO | UNI |
| ---------------------- | ---- | --- | --- | --- | --- | --- | --- | --- | --- | --- |
| Deportivo Alavés       |      | 2–5 | 2–1 | 2–2 | 2–3 | 0–2 | 2–2 |     | 3–4 | 2–4 |
| Athletic Club Madrid   | 5–0  |     | 4–0 | 3–1 | 2–2 | 3–1 | 3–1 | 0–2 | 5–1 | 3–1 |
| Celta de Vigo          | 8–0  | 4–0 |     | 3–2 | 3–1 | 4–1 | 6–0 | 4–0 | 1–1 | 3–0 |
| Deportivo de La Coruña | 2–0  | 1–2 | 4–1 |     | 2–1 | 4–0 | 2–0 | 3–3 | 4–1 | 4–0 |
| Murcia FC              | 6–0  | 2–3 | 3–1 | 4–1 |     | 1–0 | 6–0 | 2–1 | 3–0 | 3–1 |
| CA Osasuna             | 10–2 | 2–1 | 3–1 | 4–1 | 1–0 |     | 6–0 | 1–3 | 6–0 | 3–0 |
| CS Sabadell FC         | 1–0  | 1–2 | 1–1 | 1–1 | 3–0 | 3–2 |     | 2–2 | 5–2 | 5–1 |
| Sevilla FC             | 4–0  | 3–3 | 3–1 | 9–0 | 6–2 | 5–1 | 5–1 |     | 2–1 | 3–1 |
| Sporting de Gijón      | 1–0  | 1–0 | 2–0 | 4–0 | 3–0 | 3–2 | 4–3 | 0–0 |     | 1–2 |
| Unión Club Irún        | 1–1  | 3–1 | 1–2 | 2–1 | 1–2 | 3–1 | 3–2 | 5–5 | 2–1 |     |

## Resultats finals
- Campió: Sevilla FC.
- Ascens a Primera divisió: Sevilla FC i Atlético.
- Descens a Segona divisió: No hi ha descensos per l'ampliació de la primera divisió.
- Ascens a Segona divisió: FC Badalona, Barakaldo FC, Elx FC, Girona FC, Gimnàstic FC, Recreativo de Granada, Hèrcules FC, CE Júpiter, Llevant FC, CD Logroño, CD Malacitano, CD Nacional de Madrid, Racing de Ferrol, Sport Club La Plana, Stadium Avilesino, Club Valladolid Deportivo i Zaragoza CD.
- Descens: Deportivo Alavés.